# Feromagnetizam
Feromagnetizam (od lat. ferrum = željezo + magnet od lat. magnes, genitiv magnetis < grč. Μαγνῆτıς λίϑος: kamen iz Magnezije) je svojstvo karakteristično za željezo, nikal, kobalt i gadolinij, za njihove međusobne slitine i neke spojeve s drugim elementima, a samo za malen broj tvari u kojima se ta četiri elementa ne pojavljuju. Feromagnetične tvari imaju izrazitu relativnu magnetsku permeabilnost, znatno veću od 1 (od 1 000 do 10 000). Feromagnetizam nastaje kao posljedica jakih međudjelovanja (interakcija) magnetskih momenata atoma, zbog čega nastaje kolektivno magnetsko uređenje, takozvana spontana magnetizacija, koja se s porastom temperature smanjuje. Zbog toga feromagnetične tvari pokazuju jaku "magnetičnost", u vanjskome magnetskome polju postaju inducirani magneti koje zatim to polje privlači. To inducirano polje mogu zadržati neko vrijeme, pa i stalno. 
Osobito je važna Curiejeva točka, to jest granična temperatura iznad koje te tvari gube feromagnetična svojstva i postaju paramagnetici (za željezo 758 °C, nikal 360 °C, kobalt 1075 °C, gadolinij 16 °C). Hlađenjem na temperaturu nižu od Curiejeve ponovno nastaje feromagnetsko stanje. Feromagnetične tvari imaju više ili manje izražen takozvani remanentni magnetizam ili zaostali magnetizam: ako ih se dovede u magnetsko polje i zatim djelovanje polja ukloni, njihova magnetizacija ne iščezne potpuno (histereza). Tako se od tvari s velikim remanentnim magnetizmom dobivaju jaki stalni ili permanentni magneti. Posebnu skupinu feromagnetičnih materijala čine tvari poznate pod nazivom ferit.
Antiferomagnetici (na primjer manganov oksid, manganov sulfid, željezni sulfid) su tvari kojima magnetska permeabilnost na kritičnoj temperaturi (slično Curievoj točki) prolazi kroz maksimum. Te su tvari po ostalim magnetskim svojstvima vrlo slične feromagneticima, odnosno iznad takozvane antiferomagnetske Curiejeve točke paramagneticima.

## Objašnjenje
Feromagnetizam oblik je magnetizma kojem najčešće pripisujemo ovu pojavu. Javlja se kod nekih kovina: željeza, kobalta i nikala. Materijal je feromagnetski ako kod djelovanja vanjskog magnetskog polja i sam postaje magnet, tako što se njegovi elementarni magneti (magnetski dipoli) orijentiraju u pravcu vanjskog polja tako što na dipole djeluje magnetizacija m.  Značajka feromagnetizma je histerezna krivulja u obliku slova S koja opisuje magnetizaciju feromagnetskih materijala pod utjecajem vanjskog magnetskog polja. Oblik ove krivulje posljedica je:
- magnetskog usmjeravanja elektromagneta na razini atoma,
- usmjeravanja magnetnih domena koji se mjere u mikrometrima i nanometrima.

Unutar jedne magnetne domene svi elementarni magneti usmjereni su u istom pravcu. Kada materijal nije magnetiziran, elementarni su magneti usmjereni u svim smjerovima. Kada se takav materijal izloži magnetskom polju, magnetne domene se sve više orijentiraju smjeru vanjskog magnetskog polja. Kada se svi domeni usmjere u tom pravcu, dalja magnetizacija materijala više nije moguća. Tada kažemo da je došlo do zasićenja. Kada se ukloni vanjsko magnetsko polje, domeni se djelom razjedine i magnetizacija opada. Feromagnetski materijal pokazuje osobinu remanentne magnetizacije. Da bi se materijal razmagnetzirao, potrebno je primijeniti vanjsko magnetsko polje suprotnog smjera. 
Magnetsko uređenje može se poremetiti ugrijavanjem. Tada feromagnetski materijali postaju paramagnetski. Temperatura na kojoj nestaje magnetska uređenost materijala naziva se Curiejeva temperatura (po Pierre Curieu). 
Magnetska permeabilnost {\displaystyle \mu =\mu _{0}(1+\chi )} i magnetska susceptibilnost  {\displaystyle \chi } nisu konstantne kod feromagneta, već predstavljaju kompliciranu funkciju jačine magnetskog polja i ovise od povijesti magnetizacije. Diferencijalna magnetska susceptibilnost {\displaystyle \chi } se koristi da prikaže ovisnost magnetizacije od magnetskog polja. Ona nestaje u području zasićenja.
Magnetizacija je povezana s gustoćom magnetskog toka {\displaystyle {\vec {B}}} jednadžbama:
{\displaystyle {\vec {B}}=\mu _{0}({\vec {H}}+{\vec {M}})=\mu {\vec {H}}}
{\displaystyle {\vec {M}}=\chi {\vec {H}}}.

### Curiejeva temperatura materijala s feromagnetskim svojstvima
| Supstanca | {\displaystyle T_{\mathrm {C} }} u K |
| --------- | ------------------------------------ |
| Co        | 1 395                                |
| Fe        | 1 033                                |
| Ni        | 627                                  |
| CrO2      | 390                                  |
| Gd        | 289                                  |
| Dy        | 85                                   |
| EuO       | 70                                   |
| Ho        | 20                                   |

## Primjena feromagnetika
Feromagnetici se rabe gdje god su potrebni jaki magneti. Tako se na primjer posebni elektromagneti s feromagnetskom jezgrom rabe u oftalmologiji i pomoću njih se mogu izvaditi sitnija strana tijela iz oka i iz dubine do 2,5 cm.

### Feriti
Ferit (prema lat. ferrum: željezo) je elektrokeramički tehnički materijal, mješoviti oksid koji se sastoji od spoja željeznog(III) oksida (Fe2O3), s jednim ili dva oksida nekoga najčešće dvovalentnog metala (kobalt, mangan, magnezij, kadmij, olovo, bakar, nikal, cink, barij). Feriti su izrazitih magnetskih svojstava, feromagnetični poput željeza, ali s mnogostruko većom električnom otpornošću, pa se zato u njima gotovo ne stvaraju vrtložne struje. Svojstva im ovise o sastavu, pa neki imaju malu koercitivnu silu i strmu krivulju magnetizacije (na primjer Zn, Mn-feriti), a neki veliku koercitivnu silu i remanenciju (na primjer Ba-ferit). Obično se lako magnetiziraju i demagnetiziraju, vrlo su prikladni za primjenu u tehnici visokih frekvencija i upotrebljavaju se kao magnetski materijali za memorije elektronskih računala te za jezgre zavojnica, visokofrekventnih transformatora i magnetskih antena (takozvanih feritnih antena).